# Thánh Patriciô
Thánh Patriciô (tiếng Latin: Patricius; tiếng Ireland: Pádraig phát âm tiếng Ireland: [ˈpˠɑːɾˠɪɟ] hay [ˈpˠaːd̪ˠɾˠəɟ]; tiếng Wales: Padrig) là một giám mục người La Mã-Briton và là nhà truyền giáo Kitô giáo tại Ireland, sống vào thế kỷ thứ 5 CN. Ông được gọi là "tông đồ của Ireland" và được coi là thánh quan thầy chính của Ireland cùng với thánh Brigid thành Kildare và thánh Côlumba. Thánh Patriciô chưa từng được tôn phong hiển thánh vì thời đại ông sống diễn ra trước khi Giáo hội Công Giáo ban hành quy định về tuyên thánh. Tuy nhiên, ông được tôn kính như một vị thánh trong Giáo hội Công giáo, Giáo hội Luther, Giáo hội Ireland (một bộ phận của Khối hiệp thông Anh giáo), và trong Giáo hội Chính thống giáo Đông phương, nơi ông được phong danh hiệu "vị đồng đẳng với các thánh Tông đồ" và được coi là Người khai sáng xứ Ireland.

## Lịch sử
Hai lá thư thực sự khi ông còn sống được lấy làm nguồn tư liệu chủ yếu khi viết về tiểu sử của ông. Khi còn là chàng thanh niên 16 tuổi, Patrick bị người Ireland bắt khi đang ở Wales. Ông bị bắt giam 6 năm trước khi trốn thoát được và trở về với gia đình. Sau khi theo đạo Công giáo, ông trở về Ireland với chức giám mục cai quản vùng Bắc và Tây của đảo Ireland, nhưng ông biết rất ít về khu vực mà ông được bổ nhiệm để cai quản. Vào thế kỷ thứ bảy, ông được phong làm Thánh quan thầy của Ireland.
Đa số những tài liệu chi tiết về ông được viết từ các nguồn hạnh thánh học và truyền khẩu có từ thế kỷ thứ bảy trở đi, ngày nay chúng không được chấp nhận mà không có phê bình chi tiết. Những thông tin chấp nhận được là biên niên sử của Ulster (Annals of Ulster), viết rằng ông sống từ năm 340 đến 440 sau công nguyên, và là người cai quản vùng phía Bắc của Ireland ngày nay từ năm 428 trở về sau. Những năm tháng nói về Thánh Patrick không thể xác định rõ được nhưng có nhiều phỏng đoán trên một số tài liệu đáng tinh cậy là ngày làm việc tích cực truyền giáo của ông là trong nửa sau thế kỷ thứ năm.
Ngày Thánh Patrick được tổ chức vào 17 tháng Ba, là ngày Thánh Patrick qua đời. Lễ này được ăn mừng, kỷ niệm tại Ireland và một số nước khác trên thế giới. Nó được coi là ngày lễ vừa mang tính tôn giáo vừa mang tính thế tục. Tại các giáo phận ở Ireland và các nước khác, đây là lễ trọng (solemnity) và là lễ buộc phải tham dự. Đây cũng là lễ hội cho tinh thần Ireland.